# Reinhard Häfner
Reinhard Häfner (n. 2 februarie 1952, Sonneberg, Turingia, Germania – d. 24 octombrie 2016, Dresda, Germania) a fost un fotbalist ce a reprezentat Republica Democrată Germană, medaliat olimpic. A participat la 2 ediții ale Jocurilor Olimpice (1972, 1976) în care a câștigat o medalie de aur și o medalie de bronz.